# Samy Elmaghribi
Samy Elmaghribi, né Salomon Amzallag à l'état-civil, dit aussi Elmaghribi, est un chanteur et musicien marocain, né le 29 avril 1922 à Safi (Maroc) et mort le 9 mars 2008 à Montréal (Canada).

## Biographie

### Famille et débuts
Salomon est le plus jeune des trois fils (dont Raphaël) du tailleur Amram Amzallag et de sa femme Farha.

Venant de la ville portuaire de Safi, sa famille juive s'installe à Rabat à partir de 1926. 

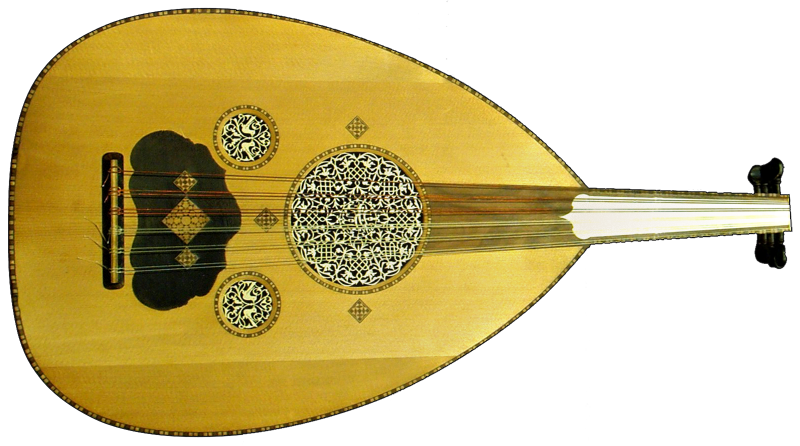
Oud

Là, il commence à se familiariser avec la musique arabo-andalouse dans le quartier juif de la ville et en autodidacte apprend à jouer du oud ; à 7 ans, il se fabrique un luth.

Après la mort de sa mère, alors qu'il est âgé de 14 ans, son père déménage avec ses enfants dans la ville de Salé où il se remarie avec une veuve qui avait trois enfants, et fonde une nouvelle famille. Samy étudie à l'Alliance israélite de la ville. Il se perfectionne dans l'art musical par la suite en fréquentant le Conservatoire de musique de Casablanca et les cercles des maîtres de musique andalouse. 

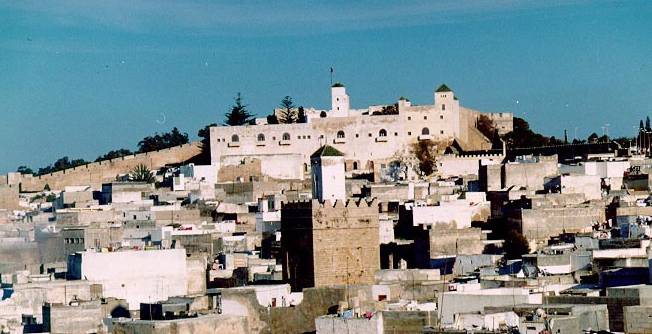
Vue de Safi avec minaret
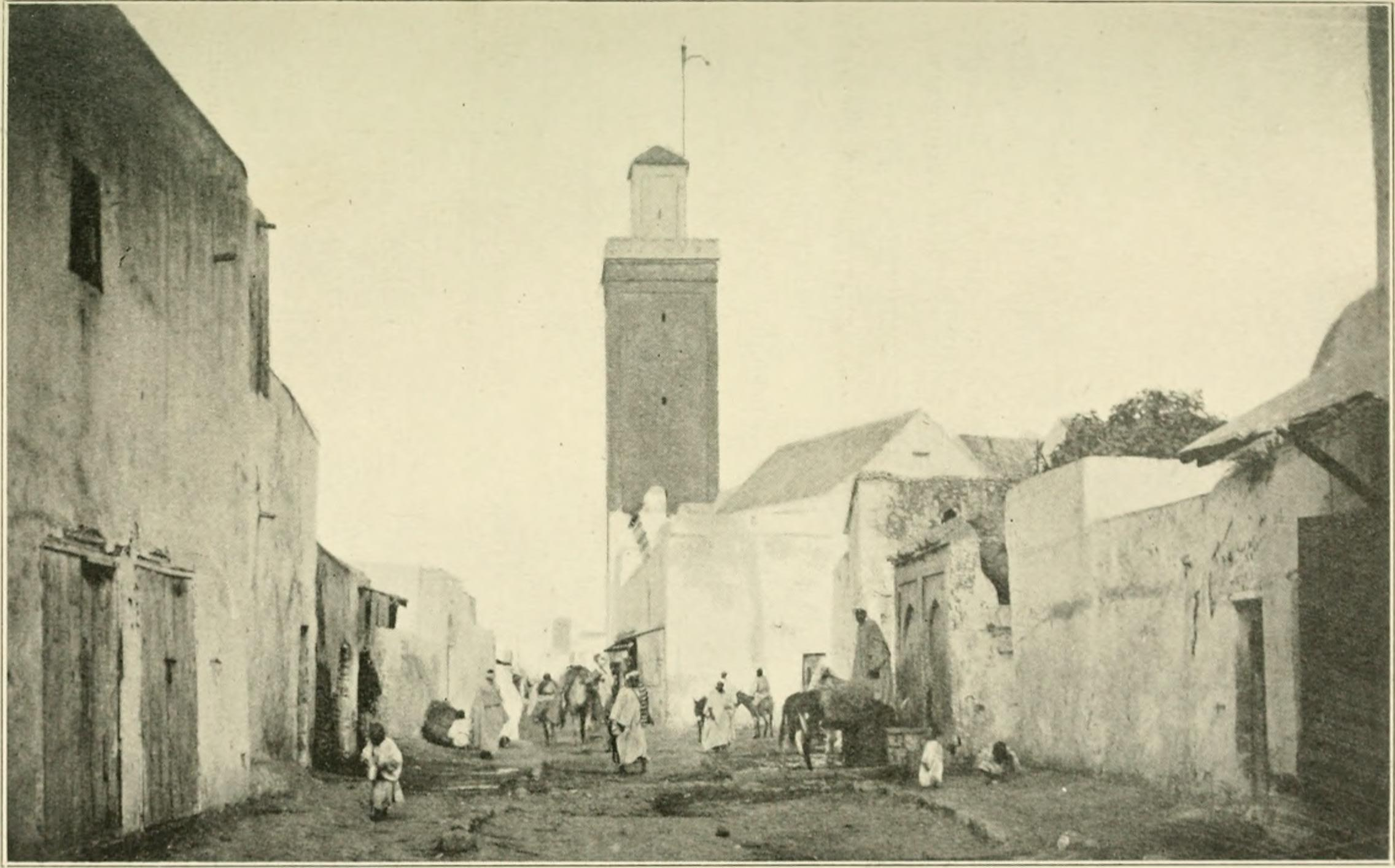
Mellah de Rabat (1901)
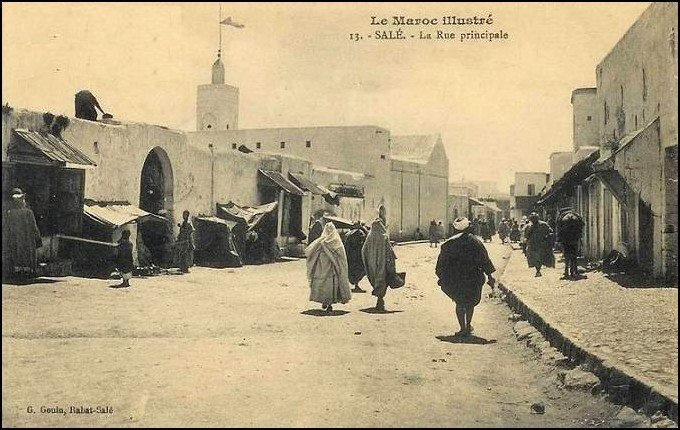
Rue principale de Salé
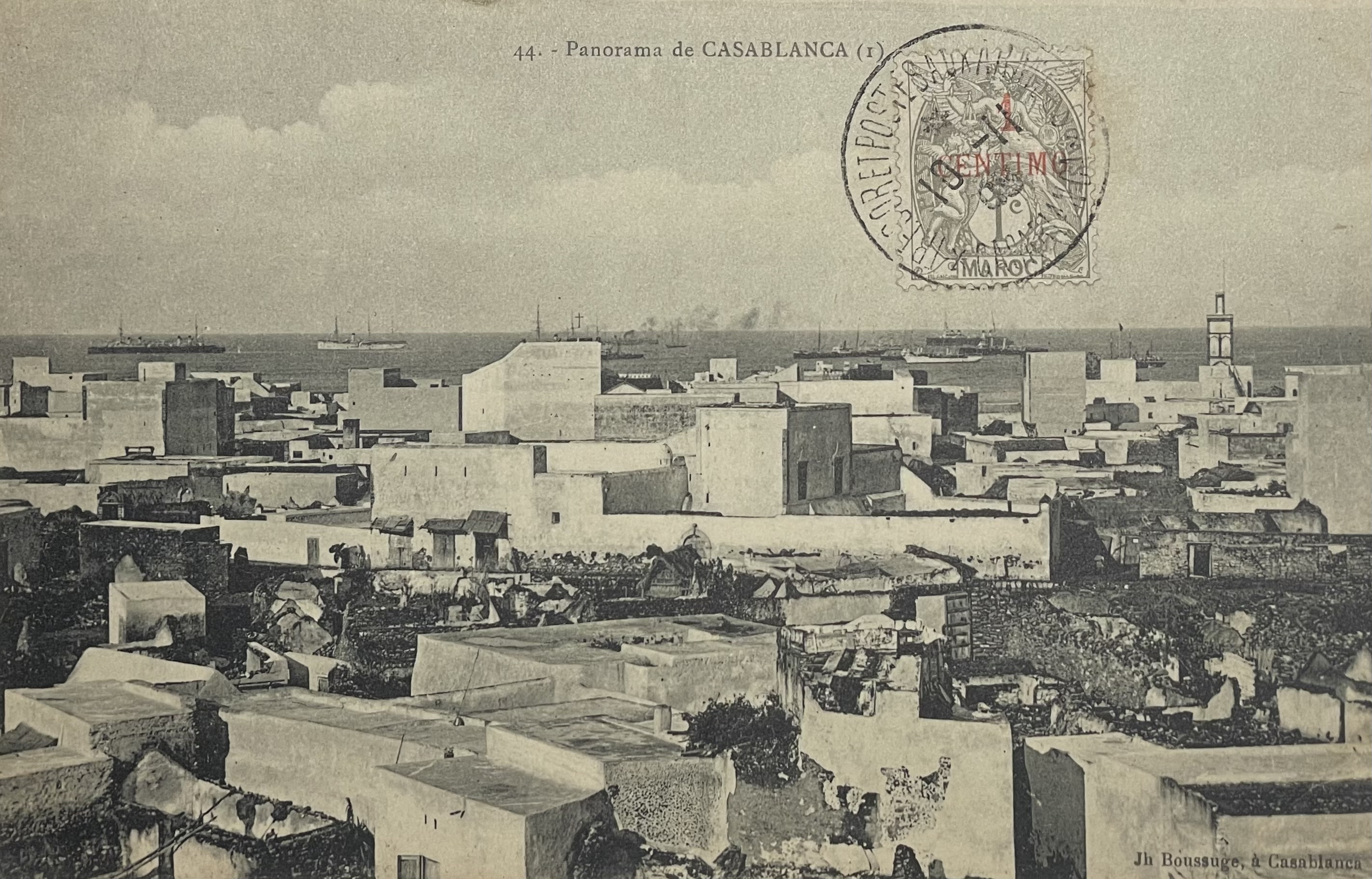
Panorama de Casablanca

### Carrière musicale au Maroc
À 20 ans, il décide de quitter son poste de directeur commercial pour se consacrer uniquement à la musique. Il chante en arabe et entre 1950 et 1965, compose une musique populaire inspirée des motifs traditionnels connus sous les noms de malhûn au Maroc et hawzi en Algérie, basés sur le système de modes des noubas du gharnati arabo-andalouse (de Grenade) et de variations mélismatiques, et ainsi crée son propre style musical.
La sensibilité de sa poésie le fait surnommer « Chanteur de l'émotion ». Ayant accès aux palais marocains, il est le chanteur préféré de Mohammed V dont il avait salué le retour d'exil de Madagascar par l'une de ses compositions (Alef hniya ou hniya : Mille souhaits de bienvenue), en 1955, qui devient un grand succès populaire,. Avec son orchestre de musique légère, les « Samy Boys », composé de dix musiciens en costume européen, il devient avec Salim Hilali qu'il admire, l'une des stars du divertissement à Casablanca où il possède une grande maison avec son studio d'enregistrement, et se produit dans le club du sheikh Radwan du centre-ville.
C'est l'époque où commence la légende du nom de « Sami Almagribi » qui vend alors des milliers de disques, en utilisant la technologie rapportée de France. Ses musiciens témoignent qu'il était généreux avec eux mais exigeant (loyauté envers les sources, exclusivité de jeu, horaires, costumes...).

#### Publicité
« Sa popularité s'étend à la publicité commerciale : Elmaghribi est devenu un porte-parole officiel de Coca-Cola au Maroc. « Ses dialogues parlés et ses accrochages musicaux pour la société de boissons gazeuses ont été joués en forte rotation sur Radio Tanger International au cours des années suivantes », écrit le professeur Christopher Silver.
Durant cette période, il devient le son d'autres marques comme Gillette, Palmolive, Canada Dry et Shell Oil ».

### Installation en France
Lors des années menant à l'indépendance du Maroc, sa famille quitte le Maroc pour Paris et lui-même en 1959 s'y installe d'abord pour y poursuivre sa carrière. Il confie à des amis que la raison principale de son départ du Maroc était liée au sentiment que lui vouait une sœur du roi Mohammed V, auquel le musicien n'aurait pas répondu ; le roi lui aurait laissé la vie sauve en échange de son exil.
Des Juifs du monde entier l'invitent à se produire lors de célébrations et de festivals, en Suisse, en Algérie, au Venezuela, aux États-Unis, au Canada ou en Israël. Lors d'une arrivée à l'aéroport de Tel Aviv, parmi ses fans venues en autocars et rassemblés pour le saluer, les personnes âgées ont pleuré de joie en le voyant.
En 1960, il écrit une chanson pour exprimer sa peine et celles de ses compatriotes marocains après le tremblement de terre d’Agadir.

### Entre l'Amérique du Nord et Israël
Il s'installe à Montréal en 1967, où vit une importante communauté juive ; il devient ministre officiant (chantre, paytan et poète) de Shearith Israël, la synagogue hispano-portugaise de la ville, durant seize années, sans pour autant abandonner complètement le chant et la musique populaire pour des concerts donnés devant public au Canada, à Caracas, au Maroc, en France et en Israël.
Entre 1984 et 1996, il vit dans un penthouse face à la mer et travaille à Ashdod en Israël ; il y gère son emploi du temps selon les règles de Maïmonide. Dans les années 1990, Almagribi est pendant plusieurs années le directeur pédagogique du centre de musique séfarade « Piyyut Tikvatnu » à Ashdod et dirige l'orchestre du centre. Il soutient en 1994 la création de l'(he)Orchestre andalou israélien où des solistes marocains viennent du monde entier se produire avec lui. Il y engage également de grands musiciens soviétiques émigrés et les aide financièrement,.
Il retourne au Canada en 1996 et octogénaire, participe à de nombreux événements musicaux comme lors du Festival de Chant Gharnati à Rabat et Oujda en 1999 et de l'Arab-Andalusian Festival à l’UNESCO à Paris en 2000, ou invité en 2006, dans l'émission populaire télévisée Shada al alhan, dont l’enregistrement deviendra viral sur internet.
En Amérique, il travaille pendant un certain temps comme chantre de la synagogue séfarade « Beit Yosef » dans le New Jersey aux États-Unis et enseigne la liturgie sépharade, entre autres à l'université Yeshiva à New York.
« Le 27 avril 2005, Samy Elmaghribi participe à un concert hommage à sa carrière de chanteur et de maître. L’événement souligne aussi le 10e anniversaire de l’Orchestre andalou d’Israël, à l’Opéra de Tel-Aviv ».
Il meurt le 9 mars 2008 à Montréal. Il est d'abord enterré lors d'une cérémonie à laquelle assiste le consul marocain de la ville, puis ses restes sont inhumés à Ashdod en Israël.

### Samyphone
À Casablanca, Samy Elmaghribi crée en 1955 sa propre marque de disques, Samyphone, dont les disques sont fabriqués en France. Au début des années 1960, le label israélien Zakiphon, spécialisé dans la musique juive arabe, presse et distribue les albums de Samyphone en Israël. À la fin des années 1960, la société Pathé réédite les versions de Samyphone des années 1950 pour le marché français.

### Vie privée
À 21 ans, il fait la connaissance de Messaudi Cohen, âgée de 20 ans, lors d'une prestation à la ville de Salé, et un mois plus tard, demande sa main ; « votre fille ne sera jamais triste, je ne lui ferai jamais de mal », assure-t-il à son beau-père. Il emménage avec elle après son mariage à Rabat,. Le couple aura cinq enfants : un garçon et quatre filles (dont Myriam et Roni). Messaudi meurt à Ashdod en 2015.
L'une de ses filles, Yolande Amzallag, chante le répertoire de son père ; elle reçoit la médaille de l’ordre du Mérite (médaille Commandeur de l'ordre du Ouissam alaouite) des mains d'André Azoulay, conseiller du roi du Maroc, en souvenir de son père, pour sa contribution à la chanson marocaine, lors d'un hommage à Essaouira, en 2008.

## Notoriété
Samy Al-Maghribi a été invité et apprécié par les trois descendants de la dynastie allaouite : Mohammed V, Hassan II et Mohammed VI. L'homme d'affaires franco-israélien Samy Flatto-Sharon est témoin de la chaleur avec laquelle le roi Hassan II l'a accueilli au palais de Rabat lors d'un voyage dans les années 1970.
En 2015, une exposition intitulée « Sacré Profane : Samy Elmaghribi » ouvre ses portes à Montréal, organisée par la commissaire Stephanie Schwartz, et directrice de recherche du Musée juif itinérant de Montréal.
La chanteuse marocaine Raymonde Abecassis qui s'est produite avec lui notamment à Montréal, Los Angeles, Paris ou Marrakech confie : « Qui suis-je de toute façon ? Almagribi était le plus talentueux, le plus aimé et le plus noble de tous les chanteurs du Maroc ».
« Christopher Silver, professeur adjoint d'histoire et de culture juives à l'Université McGill, l'a qualifié de « superstar marocain du milieu du XXe siècle ». »
« Le succès de ses disques et de ses représentations dans tous les pays où se sont établis des immigrants originaires d’Afrique du Nord, confirment jusqu’à aujourd’hui la renommée internationale de Samy Al-Maghribi ».
Le jour de sa mort, la chaîne nationale de la télévision marocaine 2M rediffuse l'émission Shada al-Elhan qu'il avait enregistrée lors d'un passage au Maroc en 2005.
Il est inclus dans la compilation des musiques du Maroc, sortie en 2012 et intitulée (en)The Rough Guide to the Music of Morocco avec le morceau intitulé « Mal Hbibi Malou ».

### Fondation
« Les enfants de Samy et Messody ont créé la Fondation Samy Elmaghribi pour perpétuer les enseignements de respect de la tradition, d’ouverture aux autres et de générosité que leur ont transmis leurs parents à travers leur passion pour la musique »,,.
Sa fille Yolande précise que sous l'apparente dichotomie entre le sacré et le profane, « l'allégeance de son père à Dieu allait de pair avec son allégeance à l'art, » et qu'«il aspirait à une élévation spirituelle à la fois en tant qu'artiste et en tant que juif pratiquant »,.

## Œuvres
Dans son dernier tube qu'il a écrit sur lui-même, il dit : « J'ai quatre-vingts ans / Soixante ans de musique / J'ai connu de grands artistes / Juifs et musulmans » ; le chœur lui répond : « Vive nous Ya-Sami jusqu'à cent vingt ans ! ».
- « Omri maninsak ya mama » (Je ne t'oublierai jamais, maman) Écouter ici
- « Ay ay ay loukan kanou andi lemlain »
- Poème chanté de Youm Lakhmis. Ecouter ici
- Et Dodim Kalah. Ecouter ici
- Ahdi ainek min aini